# Uzdolje
Uzdolje falu Horvátországban Šibenik-Knin megyében. Közigazgatásilag Biskupijához tartozik.

## Fekvése
Knintől 12 km-re délre, községközpontjától légvonalban 7, közúton 12 km-re délre, Dalmácia északi-középső részén, a 33-as számú főut mentén fekszik. Területén halad át a Zágrábról Splitre menő vasútvonal is.

## Története
A település már a 9. században lakott volt. Erről tanúskodnak a Szent János templom romjai, melyek a pravoszláv temető északi részében találhatók. Itt találták azt a 895-ből származó kőtöredéket, amely Mutimir fejedelemnek a templom javára tett adományáról emlékezik meg. Az oltár előépítményének háromszög alakú, kereszttel, madarakkal és növényi ornamentikával díszített oromzatán található a fejedelem neve. A latin nyelvű felirat szövege:„(h)IC BENE CO(m)P(o)S(u)IT OPUS PRINCEPS NA(m)Q(ue) MUNCYMIR +895.” A töredéket ma a spliti régészeti múzeumban őrzik. A település neve a középkorban „Vzdolye, Vsdoglie, Ozdolya, Usdolia, Susdoglie” alakban fordul elő a különböző forrásokban. A templomot 1458-ban újították meg. A szerbek bevándorlása már a 15. században megkezdődött, de a legnagyobb méreteket 1521 és 1527 között öltötte. A török 1522-ben szállta meg ezt a területet. A falu a moreai háború során 1688-ban szabadult fel a török uralom alól. Ezt újabb nagy méretű bevándorlás követte. Miután a francia seregek felszámolták a Velencei Köztársaságot osztrák csapatok szállták meg. 1809-ben az Első Francia Császárság Illír Tartományának része lett. 1815-ben a bécsi kongresszus újra Ausztriának adta, amely a Dalmát Királyság részeként Zárából igazgatta 1918-ig. A településnek 1857-ben 725, 1910-ben 773 lakosa volt. Az első világháború után előbb a Szerb-Horvát-Szlovén Királyság, majd Jugoszlávia része lett. 1991-ben csaknem teljes lakossága szerb nemzetiségű volt. Szerb lakói még ez évben csatlakoztak a Krajinai Szerb Köztársasághoz. A horvát hadsereg 1995 augusztusában a Vihar hadművelet során foglalta vissza a települést. Szerb lakói nagyrészt elmenekültek. A településnek 2011-ben 226 lakosa volt.

## Lakosság
| Lakosság változása | Lakosság változása | Lakosság változása | Lakosság változása | Lakosság változása | Lakosság változása | Lakosság változása | Lakosság változása | Lakosság változása | Lakosság változása | Lakosság változása | Lakosság változása | Lakosság változása | Lakosság változása | Lakosság változása | Lakosság változása |
| ------------------ | ------------------ | ------------------ | ------------------ | ------------------ | ------------------ | ------------------ | ------------------ | ------------------ | ------------------ | ------------------ | ------------------ | ------------------ | ------------------ | ------------------ | ------------------ |
| 1857               | 1869               | 1880               | 1890               | 1900               | 1910               | 1921               | 1931               | 1948               | 1953               | 1961               | 1971               | 1981               | 1991               | 2001               | 2011               |
| 725                | 717                | 646                | 729                | 762                | 773                | 762                | 984                | 1.067              | 1.141              | 1.131              | 1.011              | 942                | 767                | 214                | 226                |

## Nevezetességei
- A 9. századi Szent János templom[6] alapfalai a pravoszláv temető északi részében találhatók. A régészeti lelőhely a Knin-Split vasút mellett, egy alacsonyabb dombon található. A feltárt templom egy kisebb, egyhajós épület, szabályos tájolással, félköríves apszissal, mely megegyezik a templomhajó fesztávolságának szélességével. A külső falakat mindkét oldalon három támpillér erősíti. A templomban számos koraromán kőbútor maradványa található, amelyek közül a legjelentősebb az oltár oromfala és achitrávja a bevésett felirattal Muntimir fejedelem 895-ös adományáról. A leletek és a középkori dokumentumok szerint a templom a középkori Szent János-templommal azonosíthatók. A Mutimir fejedelem nevét tartalmazó kőtöredéket ma a spliti régészeti múzeumban őrzik.